# Йохан Фишер фон Валдхайм
Йохан Готхелф Фишер фон Валдхайм (на немски: Johann Gotthelf Fischer von Waldheim), известен също като Григорий Иванович Фишер фон Валдхейм (на руски: Григорий Иванович Фишер фон Вальдгейм), е германски зоолог, работил през по-голямата част от живота си в Русия.

## Биография
Фишер е роден през 1771 година във Валдхайм, Саксония, в семейството на тъкач. Следва медицина в Лайпцигския университет. Запознава се с Александър фон Хумболт, с когото пътува до Виена и Париж. След това заема преподавателско място в Майнц, а през 1804 година - в Московския университет, където оглавява Природонаучния музей. Основните му трудове са в областта на класификацията на безгръбначните. Умира през 1853 година.